# Даррен Маррей (плавець)
Даррен Маррей (англ. Darren Murray, 2 квітня 1991) — південноафриканський плавець.
Учасник Олімпійських Ігор 2012 року.
Переможець Всеафриканських ігор 2011 року.